# Comté de Custer (Colorado)
Pour les articles homonymes, voir Comté de Custer.
Le comté de Custer est un comté du Colorado. Son siège est Westcliffe. L'autre municipalité du comté est Silver Cliff.
Le comté doit son nom au général George Armstrong Custer.

## Démographie
| 1880  | 1890  | 1900  | 1910  | 1920  | 1930  |
| ----- | ----- | ----- | ----- | ----- | ----- |
| 8 080 | 2 970 | 2 937 | 1 947 | 2 172 | 2 124 |

| 1940  | 1950  | 1960  | 1970  | 1980  | 1990  |
| ----- | ----- | ----- | ----- | ----- | ----- |
| 2 270 | 1 573 | 1 305 | 1 120 | 1 528 | 1 926 |

| 2000  | 2010  | - | - | - | - |
| ----- | ----- | - | - | - | - |
| 3 503 | 4 255 | - | - | - | - |